# 1991년 소련 핵 위협 감소법
1991년 소련 핵 위협 감소법(영어: Soviet Nuclear Threat Reduction Act of 1991)(22 U.S.C. § 2551)은 무기 수출 규제법을 개정하여 소련의 군사 무기와 탄약을 NATO로 이전하도록 하는 법으로, 냉전의 종식을 알렸다. 이 법은 소련의 핵무기 이전을 유럽 재래식 무기 감축 조약의 이행과 연계하여 승인한다. 또한 넌-루가 협력적 위협 감소 프로그램에 자금을 지원한다.
이 미국 입법은 제102차 의회에서 통과되었고 1991년 12월 12일 미국 부시 대통령에 의해 발효되었다.

## 법의 조항
이 법은 유럽 재래식 병력 조약 이행법과 1991년 소련 핵 위협 감소법을 주요 제목으로 하여 네 가지 제목으로 구성되었다.

### 제1편: 1991년 유럽 재래식 병력 조약 이행법
특정 유럽 재래식 병력 조약 제한 장비를 NATO 회원국에 이전할 권한
제9장: 특정 유럽 재래식 병력 조약 제한 장비의 NATO 회원국 이전
이 장의 목적은 대통령이 CFE 조약에 따라 다음과 같은 NATO 장비 이전 프로그램을 지원할 수 있는 권한을 부여하는 것이다.
(1) NATO 병력 강화
(2) NATO 표준화 및 상호운용성 증대
(3) NATO 동맹 내 방위 부담 분산
대통령은 NATO 계획에 따라 모든 NATO/유럽 재래식 병력 국가에 다음을 포함한 방위 물자를 이전할 수 있다.
(1) CFE 조약의 재래식 무장 및 장비 제한 정의에 포함된 전투 탱크, 장갑전투차량, 또는 대포
(2) CFE 조약 서명일 현재 국방부 비축 물자 중 CFE 조약 적용 지역 내에 위치한 물자
(3) 대통령이 CFE 조약 적용 지역 내 미국 군대에 필요하지 않다고 판단하는 군사 물자
의회에 대한 통보 및 보고
(a) 국방 물자를 이전하기 최소 15일 전에 대통령은 1961년 대외원조법에 따른 재프로그래밍 통보 절차에 따라 하원 외교위원회와 상원 외교관계위원회에 통보해야 한다.
(b) 매년 2월 1일까지 대통령은 하원 외교위원회와 국방위원회, 상원 외교관계위원회와 국방위원회에 연례 보고서를 제출해야 한다.
(1) 전년도에 미국이 각 NATO/CFE 수혜국에 이전한 모든 내역을 나열한다.
(2) 해당 이전이 제9장 특정 CFE 조약 제한 장비의 NATO 회원국 이전의 1항부터 3항까지 명시된 목적을 어떻게 달성했는지 설명한다.
(3) CFE 조약에 의해 제한되는 재래식 무장 및 장비의 다른 국가로의 모든 이전을 국가별로 나열한다.

### 제2편: 소련 무기 파괴
제1부: 약칭
이 편은 "1991년 소련 핵 위협 감소법"으로 인용된다.
제2부: 조사 결과 및 프로그램 권한
(a) 조사 결과
제102차 미국 의회는 다음을 발견한다.
(1) 소련 고르바초프 대통령이 핵무기 해체에 대한 서방의 도움을 요청했고, 조지 H. W. 부시 대통령은 소련 핵무기의 보관, 운송, 해체 및 파괴에 대한 미국과의 협력을 제안했다.
(2) 소련에서 진행 중인 심오한 변화는 핵 안전과 안정에 세 가지 유형의 위험을 초래한다.
(A) 소련, 그 공화국, 그리고 후계 독립체들 간의 핵무기 궁극적인 처리가 무기 안전이나 국제 안정에 도움이 되지 않는 경우
(B) 핵무기 또는 부품의 압수, 절도, 판매 또는 사용
(C) 소련, 그 공화국, 그리고 후계 독립체의 영토 밖으로의 무기, 무기 부품 또는 무기 기술 이전이 전 세계적인 핵확산에 기여하는 경우
(3) 이는 미국의 국가 안보 이익에 부합한다.
(A) 소련, 그 공화국, 그리고 후계 독립체 내의 핵무기 및 기타 무기의 운송, 보관, 보호 및 파괴를 우선적으로 촉진하는 것
(B) 무기 확산 방지를 지원하는 것
(b) 제외
이 편에 따른 핵무기 및 기타 무기 파괴를 위한 미국의 지원은 소련, 그 공화국 또는 후계 독립체에 제공될 수 없다. 단, 대통령이 제안된 수혜자가 다음에 전념하고 있음을 미국 의회에 증명하는 경우에만 가능하다.
(1) 해당 무기를 해체하거나 파괴하기 위해 자원을 상당량 투자하는 것
(2) 정당한 방어 요구를 초과하는 군사 현대화 프로그램을 포기하고 파괴된 대량살상무기를 대체하는 것을 포기하는 것
(3) 파괴된 핵무기의 핵분열 물질 및 기타 부품을 새로운 핵무기에 사용하는 것을 포기하는 것
(4) 수행된 무기 파괴에 대한 미국의 검증을 촉진하고 모든 관련 암스 컨트롤 협정을 준수하며 소수자 보호를 포함한 국제적으로 인정된 인권을 준수하는 것
소련 무기 파괴 촉진 프로그램 권한
(a) 다른 법률 조항에도 불구하고, 대통령은 명시된 조사 결과에 따라 소련 무기 파괴를 지원하기 위해 승인된 프로그램을 수립할 수 있다. 이 프로그램을 수행하기 위한 자금은 C부에 명시된 바와 같이 제공되어야 한다.
(b) 이 프로그램은 미국, 소련, 그 공화국, 그리고 모든 후계 독립체 간의 협력으로 제한되어야 한다.
(1) 핵무기, 화학무기, 그리고 기타 무기 파괴
(2) 무기 파괴와 관련하여 무기를 운송, 보관, 무력화, 보호하는 것
(3) 그러한 무기의 확산에 대한 검증 가능한 안전 조치를 확립하는 것. 그러한 협력은 무기 파괴 및 확산과 관련된 계획 수립 및 기술 문제 해결에 대한 지원을 포함할 수 있다. 그러한 협력은 또한 무기 파괴와 관련된 중요 단기 요구 사항에 대한 자금 지원을 포함할 수 있으며, 가능한 한 미국 기술과 미국 기술자들을 활용해야 한다.
제3부: 행정 및 자금 지원 권한
핵 위협 감소 프로그램 관리
(a) 자금 지원
(1) 이전 권한
대통령은 세출법 또는 공동 결의안에 명시된 범위 내에서 국방부의 1992 회계연도 운영 및 유지 보수 예산 또는 설정된 운전자금 계정 잔액에서 소련의 군사적 위협을 줄이는 데 사용하기 위해 4억 달러를 초과하지 않는 금액을 해당 국방 계정으로 이전할 수 있다.
(2) 제한
이전 자금은 국방부의 어떠한 활동, 특히 국방부 장관이 군의 준비 태세에 필수적이라고 판단하는 활동을 위한 예산에서 나올 수 없다. 여기에는 다음이 포함된다.
(A) 훈련 활동
(B) 군수 기지 유지 보수 활동
제4부: 보고 요구 사항
미국 의회에 대한 의무 사전 통보
프로그램에 대한 자금을 의무화하기 최소 15일 전에 대통령은 제안된 의무에 대한 보고서를 미국 의회에 제출해야 한다. 각 보고서에는 다음이 명시되어야 한다.
(1) 제안된 의무를 이행할 계정, 예산 활동, 특정 프로그램 또는 프로그램, 그리고 제안된 의무 금액
(2) 대통령이 해당 자금을 의무화하려는 활동 및 지원 형태
프로그램에 대한 분기별 보고서
1992년 및 1993년 회계연도 각 분기 종료 후 30일 이내에 대통령은 미국 의회에 소련의 군사적 위협을 줄이기 위한 활동에 대한 보고서를 제출해야 한다. 각 보고서에는 이전 분기 및 누적하여 다음 내용이 포함되어야 한다.
(1) 활동에 지출된 금액 및 지출 목적
(2) 활동에 의무화된 자금의 출처, 프로그램별로 구체적으로 명시
(3) 국방부 및 기타 미국 정부 부서 또는 기관의 해당 활동 참여에 대한 설명
(4) 수행된 활동 및 제공된 지원 형태에 대한 설명
(5) 대통령이 프로그램 운영에 대해 미국 의회에 충분히 알리기 위해 적절하다고 판단하는 기타 정보

### 제3편: 비상 공수 및 기타 지원
비상 공수 및 기타 지원을 제공하기 위한 특정 자금 이전 권한
(a) 조사 결과
제102차 미국 의회는 다음을 발견한다.
(1) 소련과 그 공화국 내의 정치적, 경제적 상황은 불안정하며 예측 가능한 미래에도 그러할 가능성이 높다.
(2) 이러한 상황은 소련에서 반민주주의적 세력의 복귀로 이어질 수 있다.
(3) 이러한 상황을 방지하는 가장 효과적인 방법 중 하나는 즉각적인 인도주의적 지원 제공일 가능성이 높다.
(a) 이러한 필요가 발생할 경우, 미국은 소련, 그 공화국, 그리고 모든 후계 독립체에 그러한 지원을 수송하기 위한 자금을 즉시 확보해야 한다.
(b) 특정 자금을 이전할 권한
(1) 일반
다른 법률 조항에도 불구하고, 국방부 장관은 대통령의 지시에 따라 1992 회계연도에 세출법 또는 공동 결의안에 명시된 범위 내에서 군사적 또는 상업적 수단을 통해 식량, 의료 용품 및 기타 유형의 인도주의적 지원을 소련, 그 공화국, 또는 해당 공화국 또는 후계 독립체에서 발생할 수 있는 비상 사태를 해결하기 위해 관련 공화국 정부 또는 독립 후계 독립체의 동의를 받아 1억 달러를 초과하지 않는 충분한 자금을 해당 국방 계정으로 이전할 수 있다. 여기서 "인도주의적 지원"이라는 용어는 건설 장비를 포함하지 않는다. 건설 장비에는 트랙터, 스크레이퍼, 적하기, 모터그레이더, 불도저, 덤프 트럭, 발전기, 그리고 가스 압축기가 포함된다.

### 제4편: 군비 통제 및 군축법
미국군축청
제4편: 군비 통제 및 군축법에 의해 위임된 바에 따라 1961년 군비 통제 및 군축법 개정
미국군축청 재활성화 — 현장 검증국을 설립하여 포괄적 핵실험 금지 조약 및 평화적 핵 폭발에 따라 핵 실험을 모니터링하고 미국 대통령이 지시할 수 있는 추가 군비 통제 협정의 검증 조항을 모니터링한다.

## 후속 진행
여기에 나열된 후속 진행 상황은 벨퍼 센터 문서 "Cooperative Threat Reduction Timeline"의 하위 집합이다.
- 1991년 12월 21일, CIS는 카자흐스탄의 알마티에서 정상회담을 개최했고, 벨라루스, 카자흐스탄, 러시아, 우크라이나는 핵무기 공동 조치에 관한 협정에 서명하여 우크라이나, 카자흐스탄, 벨라루스는 1992년 7월 1일까지 모든 전술 핵무기를 러시아로 철수시키고, 우크라이나와 벨라루스는 1994년까지 영토 내의 전략 핵무기를 제거하고 핵비확산조약 (NPT)에 비핵 국가로 가입하기로 약속했다. CIS 회원국들은 러시아가 소련의 뒤를 이어 유엔 안전 보장 이사회의 상임 이사국이 되어야 한다는 데 동의했다.[2]
- 1992년 6월 17일 미국과 러시아 연방 간의 무기의 안전하고 안정적인 운송, 저장 및 파괴와 무기 확산 방지에 관한 협정[3]
- 1999년 10월 2일 미합중국 정부와 러시아 연방 정부 간의 핵물질 물리적 보호, 통제 및 회계 분야 협력에 관한 협정[4][5]
- 2008년 7월 23일, 2006년 6월 16일 의정서 회의에 이어 "러시아 연방과 미합중국 간의 1992년 6월 17일 무기의 안전하고 안전한 운송, 저장 및 파괴와 무기 확산 방지에 관한 협정 의정서 비준에 관한 연방법"이 제정되었다. 2006년 의정서 회의에서 1999년 협정을 7년 연장하기로 결정했다.[3]

## 같이 보기
- 미국 과학자 연맹
- 1992년 구소련 비군사화법
- 소련-미국 정상회담 목록
- 미국 외교관 박물관
- 신세계질서 (정치학)
- 핵 군비 경쟁
- 비핵화
- 넌-루가 협력적 위협 감소
- 평화를 위한 동반자 관계
- 1992년 소련 과학자 이민법
- 스타트 I